# Arbanasi Nunatak
Arbanasi Nunatak är en nunatak i Antarktis. Den ligger i Sydshetlandsöarna. Argentina, Chile och Storbritannien gör anspråk på området. Toppen på Arbanasi Nunatak är 320 meter över havet.
Terrängen runt Arbanasi Nunatak är huvudsakligen kuperad, men norrut är den platt. Havet är nära Arbanasi Nunatak österut. Trakten är glest befolkad. Närmaste befolkade plats är Maldonado Station, 18,2 kilometer nordost om Arbanasi Nunatak. 